# سحابی پشمک
سحابی پشمک (به انگلیسی: Cotton Candy Nebula) به یک گروه غیر معمول از اشیاء نجومی شناخته شده گفته می‌شود که به عنوان سحابی شناخته می‌شود. عملکرد آن شباهت زیادی به ایجاد سیارات یا ستاره پس از انفجار بزرگ دارد.

## ساختار
سحابی پروتو سیاره‌ای یک جسم نجومی است که در یک مرحله تکامل ستاره‌ای قرار دارد که در آن ستاره شروع به فروپاشی لایه‌های بیرونی خود می‌کند و در حال تبدیل به سحابی است، که یکی دیگر از اجسام نجومی است که بیشتر از مواد گازی تشکیل شده‌است.

## اکتشاف
در ابتدا توسط ماهواره ایراس کشف شد. ایراس در ژانویه سال ۱۹۸۲ میلادی پرتاب شد و حدود ۹۷ درصد از آسمان را بررسی نمود. این سحابی همچنین به نام IRAS 17150-3224 معروف است. این یک نمونه خوب از سحابی پروتوپلانتری از نوع DUPLEX است.

## توضیحات
سحابی پشمک با توجه به اینکه تنها ''۱۶ طول دارد و به سختی می‌درخشد، دشوار است که آن را ببینید. مایکل ای. باکیچ Michael E. Bakich یک ویراستار ارشد نجوم است و سحابی پشمک را مطالعه کرده‌است. وی تأیید کرده که راه کشف سحابی با کمک دامنه '۱۶ است. با کمک IRAS 17150-3224 و سحابی‌هایی که در موقعیت خوبی برای بررسی قرار گرفته‌اند و مانع از تابش ستاره می‌شوند، ما توانستیم ساختارهای حلقه مانند را بررسی کنیم که سحابی را به عنوان ستاره‌شناسی سون کووک "cocoon" مشخص می‌کند. ساختار حلقه‌های کروی اطراف سحابی در مرحله غول سرخ ایجاد می‌شود که مرحله نهایی تکامل ستاره‌ای است.